# Symferopolski Komitet Muzułmański
Symferopolski Komitet Muzułmański (ros. Симферопольский мусульманский комитет) – kolaboracyjny organ przedstawicielski Tatarów krymskich wobec niemieckich władz okupacyjnych podczas II wojny światowej
Od pocz. 1941 r. władze III Rzeszy rozpatrywały plany wykorzystania ideologii pantureckiej dla wykorzystania w przyszłej walce z ZSRR narodów turecko-tatarskich zamieszkujących w jego granicach. Pod koniec lata tego roku nawiązano kontakty z przedstawicielami tatarskiej emigracji, Edige Kyrymałem i Mustedżibem Ulkusałem, którzy utworzyli w Berlinie przy Ministerstwie ds. Okupowanych Terytoriów Wschodnich przedstawicielstwo tatarskie. W listopadzie 1941 r. wojska niemieckie zajęły Półwysep Krymski. Już pod koniec listopada przy dużym udziale przedstawiciela Ministerstwa ds. Okupowanych Terytoriów Wschodnich mjr. Wernera Otto von Hentinga został utworzony w Bakczysaraju Komitet Muzułmański. Na jego czele stanął Dżemil Abdureszidow, zaś jego zastępcami byli Ilmi Kermencikły i Osman Memetow. Wkrótce jego siedzibę przeniesiono do Symferopola. Komitet miał reprezentować Tatarów krymskich wobec Niemców oraz kierować różnymi sferami życia narodu tatarskiego. Jednakże Niemcy nie zgodzili się nazwać go krymskim, dlatego otrzymał nazwę symferopolski. W okresie od stycznia do marca 1942 r. w poszczególnych miejscowościach Krymu (oprócz Sewastopola) powstały lokalne komitety tatarskie, podporządkowane formalnie centralnemu Symferopolskiemu Komitetowi Muzułmańskiemu. W rzeczywistości podlegały one dowódcy SS i policji na Krymie. W skład Symferopolskiego Komitetu Muzułmańskiego wchodziło 11 członków. Dzielił się na 6 oddziałów: walki z bandytami (tj. sowieckimi partyzantami), formowania ochotniczych formacji zbrojnych, pomocy rodzinom ochotników, kultury i religii, propagandy i agitacji oraz administracyjno-gospodarczy. Istniała też kancelaria. Lokalne komitety miały taką samą strukturę organizacyjną. Program Komitetu przewidywał zorganizowanie ludności krymsko-tatarskiej do walki z ruchem partyzanckim, odbudowę starych tradycji i zwyczajów, otwarcie meczetów, prowadzenie działalności propagandowej w duchu pro-niemieckim, pomoc niemieckim władzom okupacyjnym i niemieckiej armii. Liderzy tatarskiego ruchu narodowego liczyli, że Niemcy zgodzą się jednak na jakąś formę państwowości krymskiej pod protektoratem III Rzeszy. Stąd w kwietniu 1942 r. opracowali program, w którym planowali powołanie tatarskiego parlamentu i własnej armii będącej w sojuszu z armią niemiecką oraz reaktywowanie partii Milli Firka. Program ten został przesłany Adolfowi Hitlerowi, który nie zgodził się na takie postulaty. Za oficjalnego przedstawiciela interesów narodu tatarskiego władze III Rzeszy uznały E. Kirymała i jego urząd, polecając mu w czerwcu ustanowić kontakt z Symferopolskim Komitetem Muzułmańskim. W listopadzie E. Kirymał i A. Sojsał przybyli na Krym. 16 grudnia z inicjatywy SD doszło do spotkania w Symferopolu przedstawicieli SD z E. Kirymałem oraz grupą działaczy Symferopolskiego Komitetu Muzułmańskiego. Edige Kirymał poinformował o swojej dotychczasowej działalności w Berlinie oraz przedstawił plan przeniesienia na Krym ok. 25 tys. Tatarów i wyszkoleniu 600 specjalistów w dziedzinie rolnictwa i techniki rolnej. Kierownictwo Symferopolskiego Komitetu Muzułmańskiego zaoferowało całkowitą pomoc, uznając kilka dni później zwierzchnictwo berlińskiego przedstawicielstwa tatarskiego. Niemcom faktycznie chodziło jedynie o werbunek ochotników tatarskich do swoich sił policyjnych i wojskowych oraz utrzymywanie porządku na okupowanym Krymie. Ponadto zamierzali przesiedlić na Krym Niemców z Transistrii i Palestyny. Jeszcze w maju 1943 r. jeden ze starszych przywódców tatarskiego ruchu narodowego Amet Ozenbaszły, który przyjechał na Krym, wysłał do Berlina memorandum z propozycją sojuszu niemiecko-tatarskiego, ale dokument nie został nawet przekazany A. Hitlerowi. Niemcy w rzeczywistości sami prowadzili okupacyjną politykę na Krymie, dlatego lokalne komitety działały jedynie formalnie, nie posiadając prawie żadnego wpływu. Również działalność Symferopolskiego Komitetu Muzułmańskiego była mocno ograniczana. Zakończyła się ona wiosną 1944 r. w związku z zajęciem Krymu przez Armię Czerwoną.